# 桑原裕子
桑原 裕子（くわばら ゆうこ、1976年7月19日 - ）は、日本の女優・劇作家・演出家、脚本家である。
東京都出身、八王子高等学校卒業。劇団KAKUTA主宰。所属事務所は東宝芸能。
162cm・B型。

## 来歴
- 1994年、高校3年のとき平田オリザ作・演出の舞台『転校生』のオーディションで田村友佳と出会う。
- 1996年、金井博美および田村友佳とともに劇団KAKUTA結成。当初は役者のみの活動であったが田村の離団や金井の退団にともない演出と脚本を手がけるようになる。
- 1998年、劇団KAKUTAの主宰となる。
- 2008年、『甘い丘』で第52回岸田國士戯曲賞候補。
- 2009年、KAKUTA公演『甘い丘』の作・演出により平成21年度（第64回）文化庁芸術祭新人賞受賞。
- 2012年、『往転』で第56回岸田國士戯曲賞候補、第15回鶴屋南北戯曲賞候補。
- 2015年、『痕跡』で第59回岸田國士戯曲賞候補、第18回鶴屋南北戯曲賞受賞。
- 2018年、『荒れ野』で第70回読売文学賞受賞。同作にて第5回ハヤカワ「悲劇喜劇」賞受賞[1]。

## 作品

### 舞台（作品）
KAKUTA公演

外部公演
- 転校生（1994年、青山円形劇場）
- 776（1997年、全労済ホールスペース・ゼロ）
- オクタゴン（1998年、青山円形劇場）
- 興味がない（1999年、シアタートップス）
- 星星瞳星キラリ（2000年、スフィアメックス）
- 夢に落ちる（2002年、下北沢駅前劇場）
- サウンドシステム（2002年、こまばアゴラ劇場）
- みつばち（2003年、全労済ホールスペース・ゼロ、近鉄劇場）
- 雷電支度部屋（2003年、「劇」小劇場）
- ポウズ〜さきわうためにできること（2004年、シアタートップス）
- girlgirlboygirlboy（2004年、三鷹市芸術文化センター 星のホール）
- ファンシー〜スグルとマナブと奇抜な父と〜（2004年、シアタートップス）
- ムーンリバー（2005、シアターサンモール） - 脚本
- カリフォルニア（2005年、シアタートップス）
- 南国プールの熱い砂（2006年、青山円形劇場） - 脚本・演出
- ランプ（2006年、シアタートップス）
- 恋人たち（2006年、王子小劇場）
- アリスの愛はどこにある（2007年、新宿FACE）
- 夢顔（2007年、シアタートップス）
- 雷電甲子園（2008年、シアターサンモール） - 脚本
- 軋み（2008年、シアタートップス）
- K（2009年、赤坂ACTシアター）

脚本・演出作
- ビデオスターの悲劇（2007年、劇団東京ヴォードヴィルショー） - 脚本・演出
- 日本語を読む〜リーディング形式による上演〜彦六大いに笑ふ（2008年、シアタートラム） - 演出
- 思い出のグリーングラス（2008年、鈴舟） - 脚本

### テレビドラマ（作品）
- 中学生日記（NHK教育テレビ） - 脚本
- ぬけまいる〜女三人伊勢参り 第三回（2018年、NHK総合） - 脚本
- 特集ドラマ 昭和歌謡ミュージカル　また逢う日まで（日時未定、NHK BSプレミアム・BS4K） - 脚本[2]

### 映画
- ランブリングハート（2010年） - 脚本
- ひとよ（2019年公開予定） - 原作

## 出演

### 舞台（出演）
KAKUTA公演

外部公演
- 俺節（2017年5月 - 6月、赤坂ACTシアター、オリックス劇場） - エドゥアルダ / 才原 役
- 忘れてもらえないの歌（2019年10月 - 11月、赤坂ACTシアター、オリックス劇場） - オニヤンマ役
- シブヤデアイマショウ（2021年4月18日 - 4月25日、Bunkamuraシアターコクーン）
- 徒花に水やり（2021年12月15日 - 19日 ザ・スズナリ / 12月22日 - 23日 AI・HALL）- フユ 役
- 閃光ばなし（2022年9月26日 - 10月2日、ロームシアター京都 / 10月8日 - 29日、東京建物 Brillia HALL） - 底根八起子 役
- 舞台「宇宙よりも遠い場所」（2023年5月17日 - 21日、渋谷区文化総合センター大和田 伝承ホール） - 藤堂吟 役
- 鯨よ!私の手に乗れ（2025年1月8日 - 17日、本多劇場 / 1月22日、山形市民会館）

### テレビドラマ（出演）
- 出歯ガメ〜更衣室〜（1999年 日本テレビshin-D）
- 世にも奇妙な物語（2008年、フジテレビ）
- BSえいせい魂〜いけない足し算A＋B（2008年 BSジャパン）
- 桂ちづる診察日録 第11-12話（2010年11月27日・12月11日 NHK） - おすが 役
- 時々迷々 30話いつわりのラブレター(2010年 NHK教育テレビジョン）
- 土曜ワイド劇場 再捜査刑事・片岡悠介5（2013年7月6日 テレビ朝日） - 柏木美江 役
- ちむどんどん (2022年9月12日・14日、NHK) - ママ 役

### ラジオドラマ
- FMシアター「夕暮れ迷子」（NHK-FM、2014年5月3日）

### 劇場アニメ
- バケモノの子（2015年、東宝）

### ゲーム
- 3年B組金八先生 伝説の教壇に立て!（2004年、チュンソフト、PlayStation 2用ゲームソフト、シナリオ担当）
- 428 〜封鎖された渋谷で〜（2008年、チュンソフト） - 州小沢みちる 役

### CM
- クレバリーホーム（2015年）[8]

## 書籍

### 小説・随筆
- 北島行徳ほか『アンソロジー：放課後の方程式』（チュンソフト、2004年。ISBN 4-924978-43-4）
  - 小説「マミクミレミ三人歩記」を収録[9]。
- 山本雄史ほか『NHK中学生日記・3：ボクの生えいずる悩み』（日本放送出版協会、2007年。ISBN 978-4-14-005521-2）
  - 「星は昼も輝く」を収録。
- 群像2008年4月号〜父の写真（2008年、講談社、随筆）
- 日本文藝家協会編『ベスト・エッセイ2018』光村図書出版、2018年。ISBN 978-4-8138-0062-0
  - 「ハエちゃんのこと」（初出は『図書』岩波書店、2017年7月号、pp.28-33.）を収録。
- 小説版『ひとよ』桑原裕子原作・長尾徳子著、集英社文庫、2019年。ISBN　978-4-08-744030-0
- 戯曲版『ひとよ』集英社、2020年。※電子書籍[10]